# Hrefna Róbertsdóttir
Hrefna Róbertsdóttir (født 1961) er en islandsk historiker, fil.dr. og Islands nationalarkivar siden 1. marts 2019.

## Uddannelse
Róbertsdóttir blev i 2008 fil.dr. i i historie fra Lunds Universitet med afhandlingen Wool and Society: Manufacturing Policy, Economic Thought and Local Production in 18th-century Iceland.

## Karriere
Den 1. marts 2019 tiltrådte Róbertsdóttir stillingen som nationalarkivar og afløste dermed Eiríkur G. Guðmundsson som den øverste leder af Islands Nationalarkiv, hvor hun allerede var afdelingsleder og havde arbejdet i 12 år. Inden da havde hun arbejdet som afdelingsleder på Islands Nationalmuseum, museumsleder af Reykjavik Bymuseum (islandsk: Árbæjarsafn) og underviser på Institut for Historie ved Islands Universitet.
Róbertsdóttir har udgivet og redigeret utallige videnskabelige publikationer. Hendes forskning har drejet sig om Islands historie i ældre tid, først og fremmest i 1600- og 1700-tallet. Af emnerne kan nævnes egnskultur og bydannelse i Island og ved Nordatlanten, uldproduktion, håndværk og økonomi, mentalitetshistorie og erhvervshistorie. Hun har også skrevet om foreningsvirksomhed i 1800-tallet og bygningshistorie i 1900-tallet.
De seneste år har Róbertsdóttir været redaktør for udgivelsen af kilder til den islandske Landkommission 1770-1771 sammen med Jóhanna Þ. Guðmundsdóttir. Med dem samarbejder Christina Folke Ax, Leon Jespersen og Steen Ousager fra Danmark og Jóhannes B. Sigtryggsson og Helgi Skúli Kjartansson fra islandsk side.
Hun har været repræsentant for Islands Nationalmuseum i det Nationale Udvalg af Islandske Historikere, medlem af en rådgivende gruppe af offentlige arkiver, Islands Nationalarkivs forretningsudvalg siden 2009 samt et nordisk høringsudvalg for historikere. Siden 2015 har hun været formand for Islands Historiske Forening (islandsk: Sögufélagið), der udgiver tidsskriftet Saga, Islands vigtigste historiske fagtidsskrift.